# ألبرشت ألت
ألبرشت ألت (بالألمانية: Albrecht Alt) هو عالم عقيدة ومؤرخ ألماني، ولد في 20 سبتمبر 1883 في ديشبيك في ألمانيا، وتوفي في 24 أبريل 1956 في لايبزيغ في ألمانيا.